# Estrada de Palha
Estrada de Palha (dt.: Straße aus Heu) ist ein portugiesisch-finnischer Spielfilm des Westerngenres aus dem Jahr 2012.

## Handlung
Alberto lebt seit vielen Jahren im hohen Norden, als er durch einen Brief aus seiner portugiesischen Heimat vom tragischen Tod seines Bruders erfährt. Daraufhin kehrt er zurück, um ihn zu rächen. Er gerät dabei immer stärker in Konflikt mit korrupten Gesetzeshütern und Gangstern. Alberto versucht nun, sich gegen staatliche und kriminelle Willkür zur Wehr zu setzen, und die verbliebene Familie zusammenzuhalten.

## Produktion
Regisseur und Produzent Areias schrieb auch das Drehbuch seines Films selbst, basierend auf Henry David Thoreaus Essay Über die Pflicht zum Ungehorsam gegen den Staat.
Gefilmt wurde im Alentejo, in der Serra da Estrela und in Lappland. Der finnische Regisseur Aki Kaurismäki, der 1989 mit seiner Frau nach Portugal zog, hat einen Gastauftritt, als Überbringer des alles auslösenden Briefes an Alberto.

## Rezeption
Nachdem er noch 2011 auf dem Filmfestival Caminhos do Cinema Português lief, wurde der Film in einer Reihe Kinos und Konzerthäusern in Portugal vorgestellt, als Film-Konzert live von den Filmmusikern Rita Redshoes und The Legendary Tigerman begleitet, so in Guimarães im Rahmen der Kulturhauptstadt Europas 2012 und im renommierten Teatro São Luiz in Lissabon, u. a.
Der Film lief auch auf einer Reihe internationaler Filmfestivals, auf denen er verschiedene Preise gewann, darunter beim Internationalen Filmfestival von Karlsbad und bei den Caminhos do Cinema Português in Coimbra.
Bereits 2012 erschien der Film als DVD bei ZON Audiovisuais, einer Tochter der ZON Multimédia. Auch der Original Soundtrack erschien 2012 als CD, in einer Gemeinschaftsedition von Metropolitana und Fnac.